# Лагутка
Лагутка (также Станиславовка; укр. Лагутка) — исчезнувшее селение (хутор) в Джанкойском районе Республики Крым. Находилось на юге района, примерно у восточной окраины современного села Вольное.

## История
Впервые в исторических документах селение встречается в Статистическом справочнике Таврической губернии 1915 года, как хутор Александровской волости Перекопского уезда, в котором  числился 1 двор с немецким населением в количестве 7 человек приписных жителей и 7 — «посторонних». 
После установления в Крыму Советской власти, по постановлению Крымревкома от 8 января 1921 года № 206 «Об изменении административных границ» была упразднена волостная система и в составе Джанкойского уезда был создан Джанкойский район. В 1922 году уезды преобразовали в округа. 11 октября 1923 года, согласно постановлению ВЦИК, в административное деление Крымской АССР были внесены изменения, в результате которых округа были ликвидированы, основной административной единицей стал Джанкойский район и село включили в его состав. Согласно Списку населённых пунктов Крымской АССР по Всесоюзной переписи 17 декабря 1926 года, на хуторе Лагутка (Станиславовка), Цареквичского сельсовета Джанкойского района, числилось 2 двора, население составляло 6 человек, все евреи. В последний раз встречается на километровой карте Генштаба Красной армии 1941 года.